# Trybunał inkwizycji w Tortonie
Trybunał inkwizycji w Tortonie – sąd inkwizycyjny z siedzibą w Tortonie, należącej do 1738 do Księstwa Mediolanu, a następnie do Księstwa Sabaudii-Piemontu. Istniał w latach od ok. 1520 do 1800 (z krótką przerwą w 1799). Był kierowany przez dominikanów i należał do struktur inkwizycji rzymskiej.

## Historia
W XIV – XV wieku Tortona na przemian podlegała jurysdykcji inkwizytorów Pawii (na przełomie XIII/XIV wieku i następnie od początku XV wieku do ok. 1470) lub tworzyła wspólny okręg inkwizytorski z diecezją Alessandrii (w drugiej połowie XIV wieku i następnie od 1471 do ok. 1520). Najwcześniejszy pewny ślad istnienia trybunału inkwizycyjnego specjalnie dla diecezji Tortony pochodzi z roku 1520, gdy dominikanin Pietro Martire Braghieri przewodniczył procesowi trzech kobiet oskarżonych o czary (wszystkie trzy zostały spalone na stosie). Prawdopodobnie w tym lub ciągu kilku poprzednich lat doszło do podziału okręgu Alessandrii i Tortony na dwa niezależne trybunały.
Początkowo inkwizytorów Tortony mianował wikariusz generalny dominikańskiej konwentualnej prowincji św. Piotra Męczennika. Ostatniej tego rodzaju nominacji dokonał wikariusz Cipriano Uberti w 1564. Następnie nominacje inkwizytorskie przejęła Kongregacja Świętego Oficjum w Rzymie, utworzona w 1542 jako najwyższy trybunał inkwizycyjny. W 1610 Kongregacja przekazała urząd inkwizytorski w Tortonie w ręce dominikanów ze zreformowanej (tzw. obserwanckiej) prowincji Obojga Lombardii.
Jurysdykcji inkwizytorów Tortony podlegała diecezja Tortony. O działalności tego trybunału wiadomo jednak bardzo niewiele, gdyż jego archiwum niemal w całości zaginęło. W wewnątrzzakonnej klasyfikacji trybunałów inkwizycyjnych w zakonie dominikańskim zaliczany był do trybunałów drugiej (pośredniej) klasy.
W 1738 Tortona przeszła pod władzę dynastii sabaudzkiej. Odmiennie niż w przypadku większości pozostałych trybunałów piemonckich, rząd Księstwa Sabaudii-Piemontu nie doprowadził do faktycznej redukcji rangi trybunału w Tortonie, zezwalając na mianowanie inkwizytorów aż do końca istnienia trybunału (pozostałym piemonckim trybunałom, na skutek konsekwentnego wetowania nominacji inkwizytorskich przez władze, przewodniczyli wikariusze generalni).
Trybunał inkwizycyjny w Tortonie został zniesiony po raz pierwszy 28 stycznia 1799 przez marionetkowy rząd tymczasowy, utworzony przez wojska rewolucyjnej Francji po zajęciu Piemontu kilka tygodni wcześniej. Niedługo potem jednak, w maju 1799, Francuzi zostali wyparci przez Austriaków i Rosjan, którzy przywrócili władzę króla Karola Emanuela IV. 28 lipca 1799 rząd monarchiczny wydał dekret o przywróceniu inkwizycji. Restauracja monarchii trwała jednak krótko. Niespełna rok później Francuzi ponownie zajęli Piemont i utworzona przez nich Rada Piemontu (Consulta del Piemonte) dekretem z dnia 23 lipca 1800 roku definitywnie zlikwidowała miejscowe trybunały, w tym także trybunał w Tortonie.

## Inkwizytorzy Tortony

### Inkwizytorzy dominikańscy z prowincji (wikariatu) św. Piotra Męczennika
- Pietro Martire de Braghieri OP (1520?–1542)[3]
- Giovanni Michele Castellani da Alessandria OP (1542–1549), od 1546 jednocześnie inkwizytor Alessandrii
- Pietro Martire de Braghieri OP [ponownie] (1549–1562)[3]
- Lorenzo Maggi OP (1562–1564)
- Claudio Rondelli da Chieri OP (1564–1574)
- Antonio Accati OP (1574–1600)
- Camillo Balliani da Milano OP (1600–1603)
- Basilio Della Porta da Milano OP (1603–1606)
- Giacinto Ghisolfi da Milano OP (1606–1610)

### Inkwizytorzy dominikańscy z prowincji Obojga Lombardii
- Stefano Priatoni OP (1610–1616)
- Agostino Della Torre da Ripalta OP (1616–1620)
- Stefano Doria da Genova OP (1620–1621)
- Giovanni Battista Bosio da Capriata OP (1621–1622)
- Giacomo Figini da Milano OP (1622–1625)
- Agostino Petretti da Reggio OP (1625–1626)
- Giovanni Vincenzo Reghezza OP (1626–1644)
- Michelangelo Cati da Modena OP (1644–1649)
- Giovanni Maria Fagnani da Milano OP (1650–1655)
- Agostino Recuperati da Brisighella OP (1655–1658)
- Michele Pio Passi OP (1658–1661)
- Pio Gamundi da Bosco Marengo OP (1661–1666)
- Ludovico Pezzani OP (1666–1667)
- Tommaso Borelli da Diano OP (1668–1689)
- Angelo Guglielmo Molo da Como OP (1689–1695)
- Amantio Della Porta da Como OP (1695–1697)
- Giovanni Maria Arresti da Bologna OP (1697–1706)
- Tommaso Bonaventura Boldi da Castronovo Scrivia OP (1706–1710)
- Giovanni Agostino Ricci da Savona OP (1710–1722)
- Gioacchino Maria Mazzani OP (1722–1733)
- Pietro Antonio Bagioni da Forlì OP (1733–1739)[4]
- Domenico Nicola Mora OP (1739–1746)[5]
- Giovanni Domenico Volta OP (1746-1749)
- Francesco Maria Ratti da Tortona OP (1749–1782?)[6]
- Amadeo Regis OP (1782?-1800?)